# Aśvaghosa (cráter)
Aśvaghosa es un cráter de impacto de 88 km de diámetro del planeta Mercurio. Debe su nombre al poeta indio  Asvaghosa (ca. 80 - ca. 150), y su nombre fue aprobado por la  Unión Astronómica Internacional en 1976.
Está situado al sur del cráter  Abu Nuwas y al sudoeste del cráter  del Molière. Es una formación prácticamente circular, y su borde se mantiene intacto, excepto una pequeña rotura en su lado sur, y en su lado norte presenta una muesca formada a partir de dos pequeños cráteres unido. En el fondo del cráter hay una montaña central que se eleva con múltiples picos.